# Simon de Danser
Simon de Danser (* um 1579 in Dordrecht; † um 1611 in Algier, auch bekannt als Zymen Danseker, Siemen Danziger und Simon Simonszoon) war ein niederländischer Kaperfahrer und Korsar des 17. Jahrhunderts. Sein Nachname wird auch Danziker, Dansker, oder Danser geschrieben.
Danser und der englische Pirat Jack Ward waren während des 17. Jahrhunderts die zwei bekanntesten Renegaten die sich entlang der Barbareskenstaaten betätigten. Beide sollen Geschwader in Algerien und Tunesien befehligt haben, ebenbürtig ihren europäischen Gegenstücken; diese stellten eine eindrucksvolle Seestreitkraft dar (ähnlich wie Baba Arudsch und Khair ad-Din Barbarossa im Jahrhundert davor).
Es wird vermutet, dass er Türken und Mauren bereits 1601 lehrte, wie man mit Segelschiffen durch die Straße von Gibraltar gelangt.